# Bürogebäude Karl-Liebknecht-Straße 143

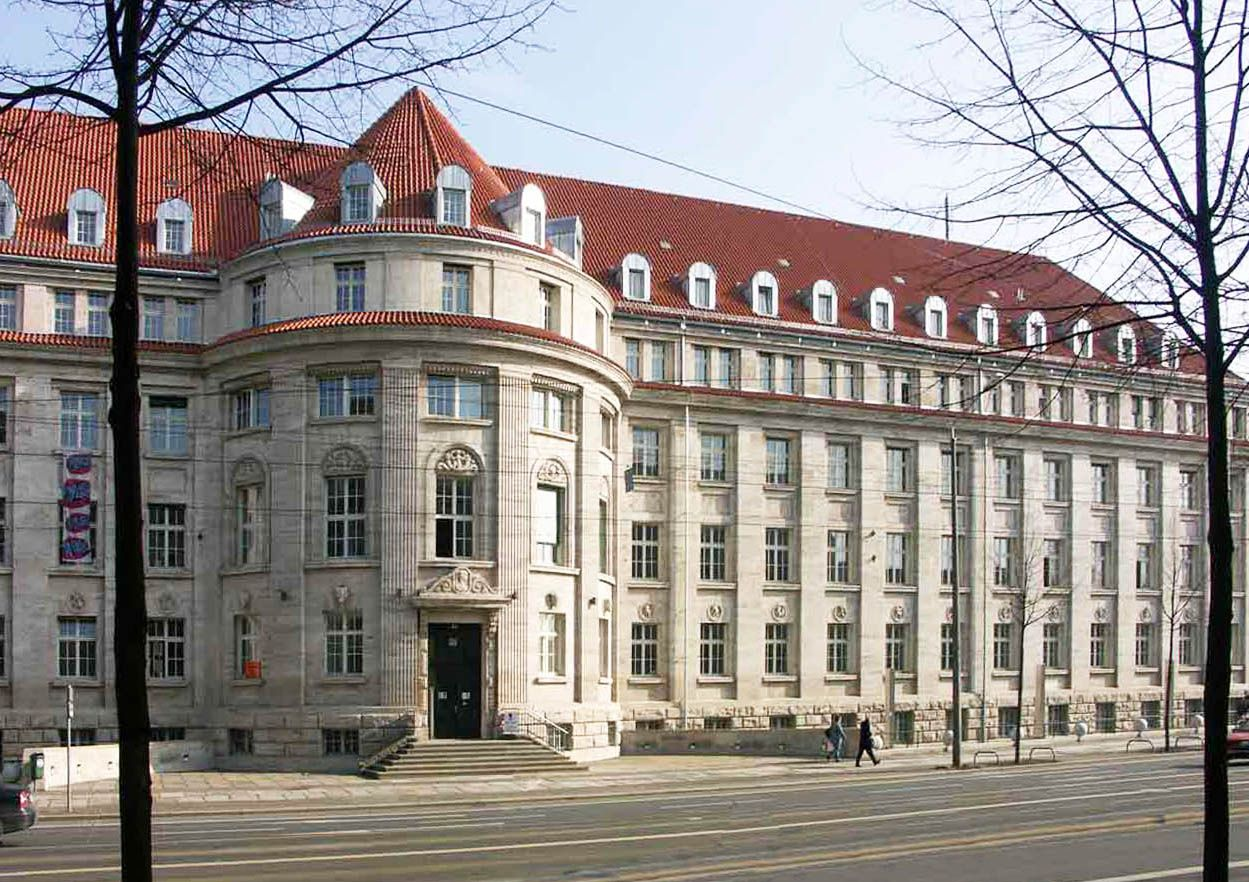
Hauptfront des Gebäudes (2006)

Das Bürogebäude Karl-Liebknecht-Straße 143 in Leipzig ist ein in den 1910er Jahren erbautes Verwaltungsgebäude, das unter Denkmalschutz steht und seit 1990 durch zahlreiche Einrichtungen der verschiedensten Sparten genutzt wird.

## Lage und Beschreibung
Das Gebäude ist ein Dreiflügelbau an der Nordgrenze das Stadtteils Connewitz. Sein Mitteltrakt verläuft längs der Ostseite der Karl-Liebknecht-Straße in etwa zehn Meter Abstand zu dieser. Die Seitenflügel liegen an der Richard-Lehmann-Straße (Hausnummer 34) und an der Eichendorffstraße (Hausnummern 9/11).

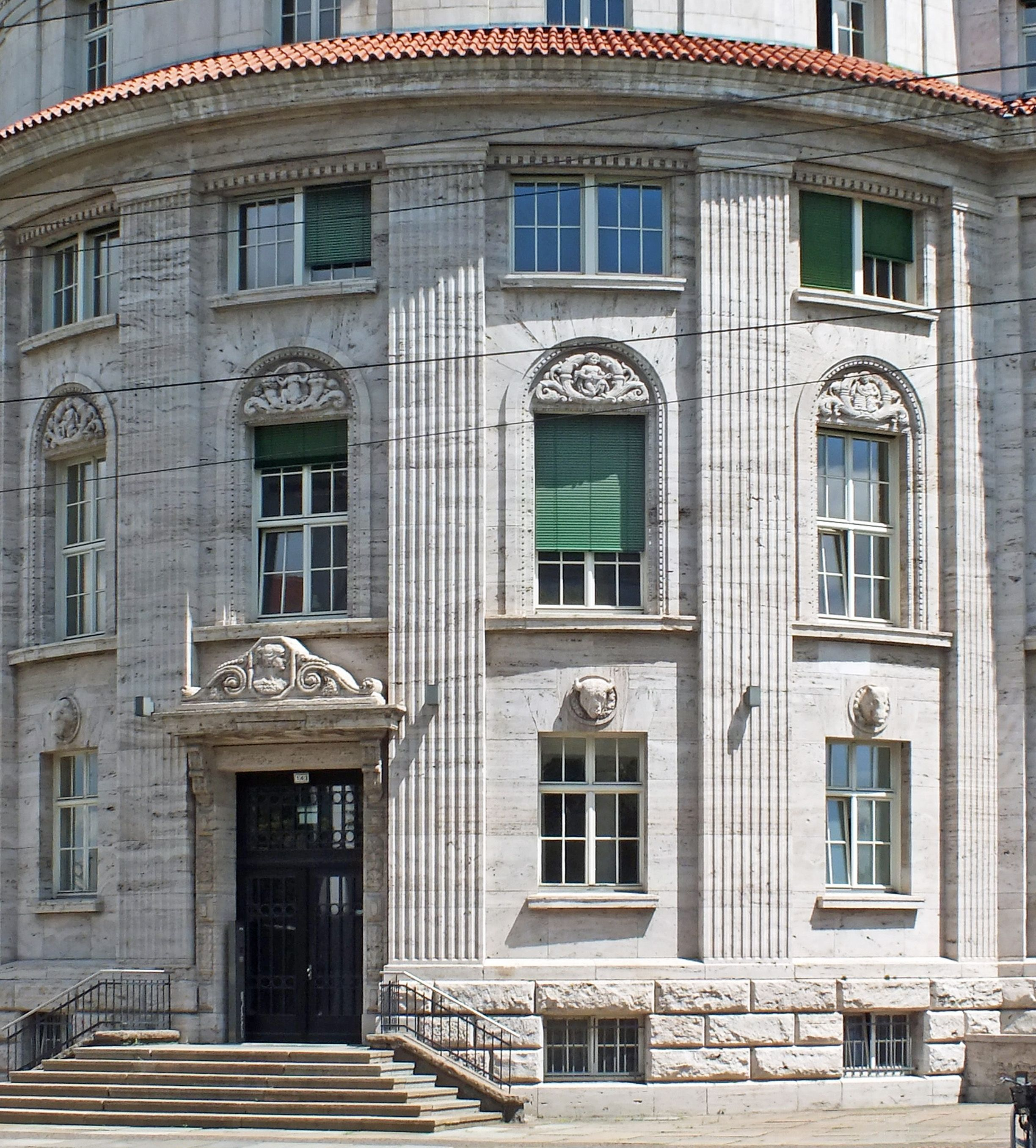
Teil des Mittelrisalits (2023)
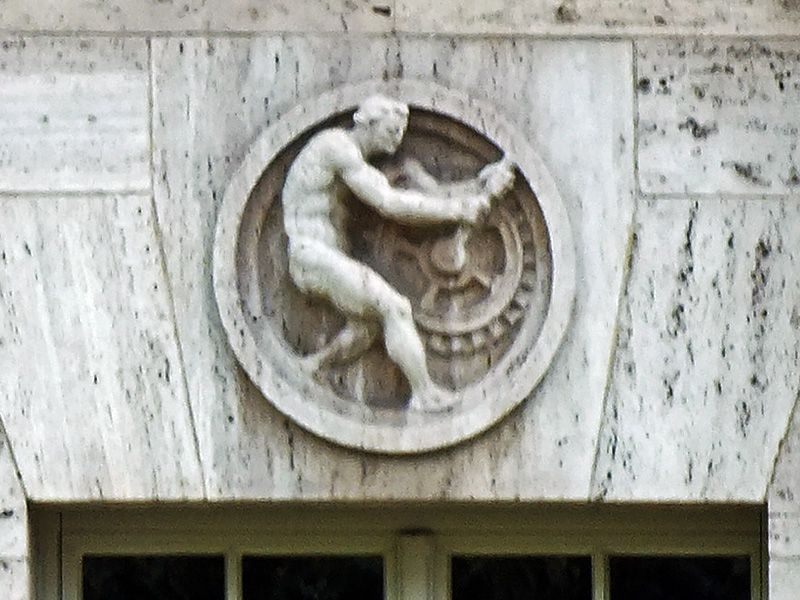
Steinmedaillon (2023)

Das Gebäude ist viergeschossig auf einem hohen Sockelgeschoss und mit dem oberen als Attikageschoss. Die Straßenfronten sind mit Werkstein verkleidet, der im Sockel gequadert ist. Die Hoffassaden sind verputzt. Die Front zur Karl-Liebknecht-Straße besitzt 24 Fensterachsen, in deren Mitte ein halbrunder Risalit mit weiteren fünf Achsen hervortritt, der das über eine Freitreppe zu erreichende und mit einem Porträtkopf geschmückte Portal enthält. Der Mittelrisalit wird durch Pilaster, Tiermasken und mit Bogenfeldern gestaltete Fenster hervorgehoben. In den 24 Fensterachsen sind über den Erdgeschossfenstern steinerne Medaillons mit handwerklichen Tätigkeiten angebracht, die sich an den Seitenflügeln fortsetzen. Der Flügel zur Richard-Lehmann-Straße besitzt sechs Achsen, der zur Eichendorffstraße elf und ist abgewinkelt. Dem straßenseitigen Mittelrisalit entspricht hofseitig ein risalitartig hervortretendes Treppenhaus, das in einer Glaskuppel endet. Das Satteldach trägt straßenseitig Bogendachgauben. Den Hof füllt ein zweigeschossiges Parkdeck mit über 100 Stellplätzen.

## Geschichte
Das Haus wurde von 1913 bis 1915 nach Plänen der Dresdner Architekten Gustav Hänichen und Heinrich Tscharmann als Verwaltungsgebäude für die Teutonia Versicherungs-Aktiengesellschaft an der damaligen Südstraße errichtet. 1923 wurde das Gebäude an die Reichsfinanzverwaltung verkauft und anschließend als Landesfinanzamt genutzt.
Im Zweiten Weltkrieg erlitt das Gebäude keine Schäden. Bis 1990 residierte hier die 1952 gegründete Bezirksleitung Leipzig der SED. Bis 2005 wurde das Gebäude durch die Stadtbau AG grundlegend saniert, einschließlich der Errichtung des hofseitigen Parkdecks. Die gegenwärtige Nutzung ist vielfältig und reicht vom Forschungszentrum Campus der HTWK im Unter- und Erdgeschoss über ein Fitnessstudio, die Außenstelle Leipzig des Bundesamts für Naturschutz bis zu zahlreichen Büros von privaten Unternehmen.